# Fahrudin Mustafić
Fahrudin Mustafić (in serbo Фахрудин Мустафић?; Novi Pazar, 17 aprile 1981) è un ex calciatore serbo naturalizzato singaporiano, di ruolo difensore.